# Limone Piemonte
Limone Piemonte (occitanska och piemontesiska: Limon) är en vintersportort och kommun i provinsen Cuneo  i regionen Piemonte i Italien. Kommunen hade 1 457 invånare (2018).
Under 1980-talet kördes ofta deltävlingar vid världscupen i alpin skidåkning här. Även deltävlingar vid världscupen i snowboard har avgjorts här.

### Fotnoter
1. ↑  ”Territorial features, Total area (Engelska)”. Istituto Nazionale di Statistica. 2019. http://dati.istat.it/. Läst 22 januari 2020.
2. 1 2  ”Statistiche demografiche ISTAT”. demo.istat.it. 2018. Arkiverad från originalet den 14 januari 2018. https://web.archive.org/web/20180114115045/http://demo.istat.it/bilmens2018gen/index.html. Läst 22 januari 2020.
3. ↑  ”Kalender Limone Piemonte - Snowboard”. Eurosport. 8 december 2007. Arkiverad från originalet den 22 februari 2014. https://web.archive.org/web/20140222225954/http://www.eurosport.se/snowboard/limone-piemonte/2007-2008/calendar-result_dsc338_gnd2.shtml. Läst 12 februari 2014.